# Xishen
Xishen (kinesiska: 喜神乡, 喜神) är en socken i Kina. Den ligger i provinsen Sichuan, i den sydvästra delen av landet, omkring 340 kilometer öster om provinshuvudstaden Chengdu. Antalet invånare är 9 244. Befolkningen består av 4 701 kvinnor och 4 543 män. Barn under 15 år utgör 26,0 %, vuxna 15-64 år 61 %, och äldre över 65 år 12,0 %.
Genomsnittlig årsnederbörd är 1 649 millimeter. Den regnigaste månaden är juli, med i genomsnitt 310 mm nederbörd, och den torraste är december, med 10 mm nederbörd.